# Kalloria pomarańczowa

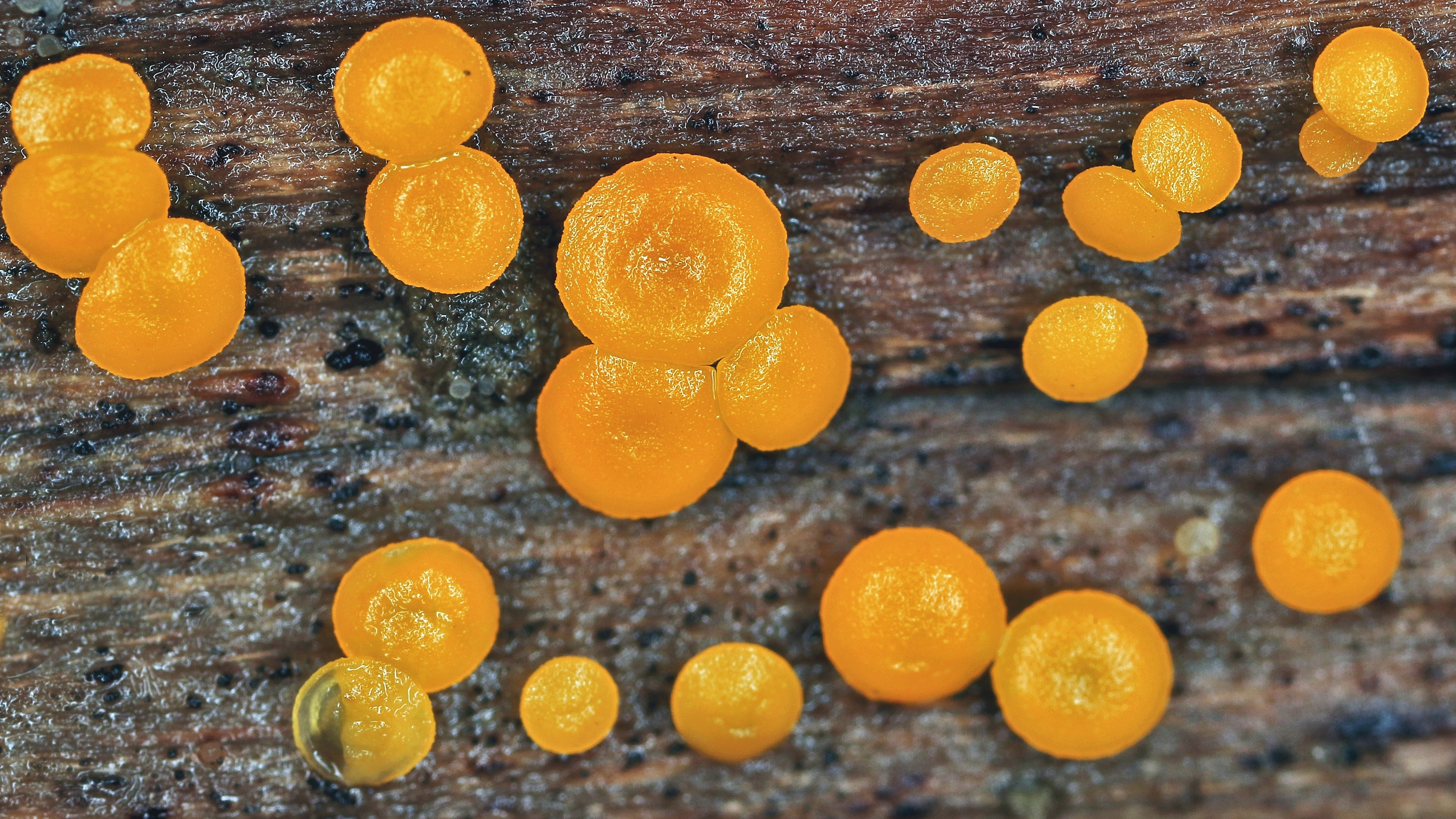

Kalloria pomarańczowa (Calloria urticae (Pers.) J. Schröt. ex Rehm) – gatunek grzybów z rodziny Calloriaceae.

## Systematyka i nazewnictwo
Pozycja w klasyfikacji według Index Fungorum: Calloria, Calloriaceae, Helotiales, Leotiomycetidae, Leotiomycetes, Pezizomycotina, Ascomycota, Fungi.
Po raz pierwszy takson ten opisał w roku 1801 Christiaan Hendrik Persoon nadając mu nazwę Tremella urticae. Obecną, uznaną przez Index Fungorum nazwę nadał mu w 1903 r. Joseph Schröter i Heinrich Rehm.
Ma 11 synonimów. Niektóre z nich:
- Calloria neglecta (Lib.) B. Hein 1976
- Callorina fusarioides (Berk.) Korf 1971[2].

W 2024 r. Komisja ds. Polskiego Nazewnictwa Grzybów przy Polskim Towarzystwie Mykologicznym nadała mu polską nazwę kalloria pomarańczowa (dla synonimu Calloria neglecta).

## Morfologia i rozwój
Na powierzchni obumarłych łodyg pokrzywy tworzy niewielkie, galaretowate owocniki o średnicy około 1 mm. Są jednak dostrzegalne gołym okiem, gdyż występują w dużych ilościach nadając łodydze pomarańczową barwę. Po wysuszeniu tworzą na powierzchni łodygi pomarańczową błonkę. Po zwilżeniu wodą dość szybko z powrotem na powierzchni łodygi tworzą się owocniki. Proces takiego ich zasychania i odnawiania może nastąpić wielokrotnie. W owocnikach powstają worki wypełnione zarodnikami i śluzowatym płynem. W miarę dojrzewania zarodników wzrasta ciśnienie w worku i są one przez otwór worka wypychane na zewnątrz.
Owocniki mają kształt tarczowaty do soczewkowatego, średnicę 0,5–1 mm, są siedzące, a ich wykwity są bardzo mięsiste. Hymenium szorstkie, po wyschnięciu pomarańczowe, czerwonawe. Powierzchnia zewnętrzna i brzeg identyczne. Są jednobarwne, bez szczególnego zapachu i smaku.
Worki cylindryczno-maczugowate, ośmiozarodnikowe, 65–85–(95) x 7–10 µm z zarodnikami w dwóch rzędach. Parafizy nitkowate, rozwidlone, u góry pogrubione do 3 do 4 µm. Zarodniki cylindryczno-eliptyczne, gładkie, o wymiarach 11–15 × 3–4 µm, szkliste, z jedną przegrodą.

## Występowanie i siedlisko
Znane jest występowanie Calloria urticae głównie w Europie. Poza nią podano nieliczne miejsca jej występowania w azjatyckiej części Rosji i w Ameryce Północnej. W Polsce po raz pierwszy stanowiska tego gatunku podał Stanisław Chełchowski w 1902 r. M.A. Chmiel w 2006 r. przytacza 8 stanowisk.
Grzyb saprotroficzny występujący na martwych łodygach pokrzywy zwyczajnej (Utica dioica). Zwykle występuje na górnej części łodygi pokrzywy.